# 喔㕭文化
10°15′16″N 105°09′06″E / 10.254387°N 105.151794°E
Óc Eo 文化，是1至7世纪越南南部的扶南時期文明，其遺址位於湄公河三角洲的安江省瑞山縣的葩梯山下。

## 名稱
喔㕭文化得名自扶南時期的著名港口喔㕭（Óc Eo），也是該文化的遺址所在。Óc Eo之名源自高棉語 អូរកែវ（ʼou kaew），意爲「玻璃河」或「寶石河」。其中文譯名不定，有喔㕭、沃澳、俄亥、奧科奧、奧膠、澳蓋等。

## 社會
喔㕭在扶南時期是一個繁榮的港口，扶南時期湄公河的一條叉流在茶膠附近注入泰國灣，出土的東漢銅鏡、北魏佛像、羅馬金幣等文物證明喔㕭是當時該地區最重要的港口。密集的運河和河流系統使得喔㕭的商品可以被運輸到東南亞各地，出土的銀幣、鋅幣種類繁多，部分被切成兩半、四等分、八等分、十六等分以方便交易。喔㕭遺址呈長方形，被河道分為10個部分，房屋以花崗岩、磚砌、木構建築為主。1至4世纪开始出现城市，5至7世纪成为南海交通的枢纽，随着佛教和印度教的传入开始印度化，6世紀被洪災嚴重破壞，7世紀後隨著扶南的衰落和貿易中心向蘇門答臘和爪哇的轉移而消失。
喔㕭文化的居民住在沿著天然和人工河道而建的茅草屋頂或瓦屋頂的干栏式建筑上，他們主要依靠船隻在水網交錯的環境中作為交通工具，在陸地上則使用大象和牛作為運輸工具。喔㕭文化以农业经济为主，居民以大米為主食，许多遗迹中都发现了稻壳或稻子的遗迹。居住地的植物主要是果树，很少发现野生树木。受印度文化影響，喔㕭文化的建筑方位以东方为主。佛教和印度教也在該地區迅速傳播，喔㕭文化的墓葬多為火葬，當地人主要祭祀梵天、毗濕奴和濕婆，也供奉太陽神蘇利耶。用於宗教的陶器雖然出土數量很少，但非常獨特和精緻，主要用来盛放供奉神佛的牛奶、圣水和水果。出土的大量玻璃飾品表明喔㕭人掌握了製造玻璃的工藝，喔㕭人也能夠製造戒指和手鐲等各種金屬首飾。

## 發掘
1879年，法國海軍軍醫 A. Corre 公開了他在葩梯山麓收集到的第一批據信屬於一种古老的文化的文物。1913年，當地人在葩梯山下發現了一尊四臂佛像，於是建了靈山寺供奉佛像和在此之前發現的兩塊由泥岩製成的扶南石碑。從1937年開始，法國考古學家路易斯·玛乐在這一地區進行了調查研究，記錄了一系列分佈在低土丘、古運河系統上的遗迹。通過航拍照片，他發現了一座古城的痕迹，並在1944年的發掘後確定了城墙的范围，认为葩梯山东南部的田野曾經是一座古城。在這些發掘的基礎上，考古學界正式承認了喔㕭文化。
但由於隨後政局的動蕩，對遺址未有進一步的發掘，1975年越南戰爭結束後考古學家對遗迹区進行了大量發掘，出土了包括羅馬金幣、波斯銅燈等大量文物，2017年在遗迹区中的灵山寺遺址发现了属于5个不同时期的文化堆积层，出土砖瓦、瓷器、砂石碎片等从公元前1世纪到公元12世纪的近2万件文物。2017年8月至2020年6月的發掘发现了50处遗址，收集到印度陶瓦、东汉铜镜和飾有神牛南迪的金戒指等文物。2022年2月10日越南政府规划超过433公顷的土地為保護區。

## 觀點
中國大陸學者蒋国学認為喔㕭文化即《漢書·地理志》中記載的都元國。
越南政府否認以喔㕭文化為代表的扶南文化是真臘的前身，認為這是敵對勢力分裂越南高棉族的陰謀。